# Форнье де Фенероль, Жак Маргерит Этьен де
Жак Маргерит Этьен де Форнье де Фенероль (фр. Jacques Marguerite Etienne de Fornier de Fénérols; 28 декабря 1761 — 26 декабря 1806) — французский генерал, участник наполеоновских войн.

## Биография
Из мелкопоместных дворян, второй сын кавалера ордена св. Людовика, капитана Наваррского полка, и Мари-Анриетты де Пассемар де Сен-Андре.
Родился 23 декабря 1761 года в родовом имении Фенероль (между городами Эскусан и Лабругьер, нынешний департамент Тарн). Учился в городе Кастр, затем в городе Сорез.
В декабре 1779 года поступил на службу кадетом в драгунский полк Конде (впоследствии — 2-й драгунский полк).
20 сентября 1789 года произведен в лейтенанты; 20 июня 1792 года — в капитаны.
В 1792 году служил в Арденнской армии, в 1793 году — в Северной армии. 15 мая 1793 года произведён в командиры эскадрона.
6 октября 1793 года отстранён от должности народными представителями, и 12 октября заключен в тюрьму «Орфелен» в городе Аррас.
22 апреля 1794 года освобождён из заключения, и 20 декабря был восстановлен в должности командира эскадрона 2-го драгунского полка.
С 3 января 1795 года в Самбро-Маасской армии.
С 16 июля временно исполняет обязанности командира 2-го драгунского полка. 14 октября произведён в чин командира бригады.
С сентября 1797 года в Немецкой армии, в 1798 года — в Английской, в 1799 году — в Дунайской.
26 сентября 1799 года участвовал в битве под Цюрихом.
В 1800—1801 годах в Рейнской армии.
3 декабря 1800 года принимал участие в битве при Гогенлиндене.
29 августа 1803 года произведён в бригадные генералы.
22 сентября назначен командиром 3-й бригады 1-й драгунской дивизии под командованием Кляйна. 12 декабря командовал колонной кавалерии в Вандее под командованием Сен-Сира.
С 8 января 1804 года находился в Амьенском лагере в Армии Берегов Океана. 14 июня становится комманданом ордена Почётного легиона.
26 августа 1805 года назначен командиром 1-й бригады 1-й драгунской дивизии под командованием Клейна, входящей в состав Великой Армии.
В 1805—1806 годах принимал участие в кампаниях в Австрии, Пруссии и Польше.
2 декабря 1805 года отличился в Аустерлицком сражении.
26 декабря 1806 года был убит осколком снаряда в сражении при Голымине.